# كارلوس لوبيز (لاعب كرة قاعدة)
كارلوس لوبيز (بالإسبانية: Carlos López)‏ هو لاعب كرة قاعدة مكسيكي، ولد في 27 سبتمبر 1948 في مازاتلان في المكسيك.

## وصلات خارجية
- كارلوس لوبيز على موقعبيزبول رفرنس.كوم (الدوري الرئيسي) (الإنجليزية)
- كارلوس لوبيز على موقعبيزبول رفرنس.كوم (الدوري الثانوي) (الإنجليزية)